# Сборная Швеции по пляжному футболу
Сборная Швеции по пляжному футболу — национальная команда, которая представляет Швецию на международных соревновательных дисциплинах по пляжному футболу. Управляется Шведским футбольным союзом.
По состоянию на июнь 2024 года Швеция в мировом рейтинге пляжного футбола занимает 58 место.

## История
На международном уровне Швеция дебютировала в 2004 году в рамках Евролиги. Свой первый матч команда завершила поражением от Украины со счётом 2:8. По итогам турнира шведы заняли последнее седьмое место в дивизионе «С».
На домашнем Кубке Швеции в июле 2013 года команда финишировала на последнем четвёртом месте.
В квалификации на чемпионат мира 2021 Швеция стала последней в своей группе (3:6). В дальнейшем сборная не участвовала в отборочных кампаниях на мундиаль.
Во второй раз в Евролиге шведы сыграли в 2021 году. Во втором раунде дивизиона «В» команда заняла предпоследнее место, не получив путёвку в промофинал. Тем не менее из-за снятии с турнира Словакии, её место досталось Швеции, которая заняла по итогам турнира последнее восьмое место, уступив в решающем матче Литве (3:4). Участие в турнире помогло Швеции подняться мировом рейтинге пляжного футбола с 71 место на 57 позицию.
В конце августа 2023 года Швеция приняла участие в отборе на Всемирные пляжные игры, где заняла последнее четвёртое место в своей группе, уступив по ходу турнира Испании (3:7), Турции (1:8) и Чехии (1:6).
В 2023 году в дивизионе «Б» Евролиги Швеция заняла седьмое место, обыграв в решающем матче Мальту (5:3).

## Статистика

### Квалификация на чемпионат мира
| Год         | Результат      | И              | В              | В+             | П              | ГЗ             | ГП             |
| ----------- | -------------- | -------------- | -------------- | -------------- | -------------- | -------------- | -------------- |
| 2008 — 2019 | не участвовала | не участвовала | не участвовала | не участвовала | не участвовала | не участвовала | не участвовала |
| 2021        | групповой этап | 3              | 0              | 0              | 3              | 6              | 10             |
| 2023        | не участвовала | не участвовала | не участвовала | не участвовала | не участвовала | не участвовала | не участвовала |
| Всего       | 1/9            | 3              | 0              | 0              | 3              | 6              | 10             |